# كيفين هويرتير
كيفين هويرتير (بالإنجليزية: Kevin Huerter)‏ هو لاعب كرة سلة أمريكي يلعب في مركز مدافع مسدد الهدف في نادي أتلانتا هوكس.

## روابط خارجية
- كيفين هويرتير على موقع الاتحاد الدولي لكرة السلة (الإنجليزية)
- كيفين هويرتير على موقع إن بي أي (الإنجليزية)
- كيفين هويرتير على موقع سبورتس رفرنس (الإنجليزية)
- كيفين هويرتير على موقع كرة السلة الأوروبية.كوم (الإنجليزية)
- كيفين هويرتير على موقع إي إس بي إن.كوم (الإنجليزية)
- كيفين هويرتير على موقع كلية كرة السلة في سبورتس رفرنس.كوم (الإنجليزية)
- كيفين هويرتير على موقع ريلجم (الإنجليزية)
- كيفين هويرتير على موقع بروبوليرز (الإنجليزية)